# (108) Hécuba
(108) Hécuba es un asteroide perteneciente al cinturón exterior de asteroides descubierto el 2 de abril de 1869 por Karl Theodor Robert Luther desde el observatorio de Düsseldorf-Bilk, Alemania.
Está nombrado por Hécuba, un personaje de la mitología griega.

## Características orbitales
Hécuba orbita a una distancia media de 3,238 ua del Sol, pudiendo alejarse hasta 3,417 ua. Tiene una inclinación orbital de 4,221° y una excentricidad de 0,05538. Emplea 2128 días en completar una órbita alrededor del Sol.